# Roberto Colautti
Roberto Damián Colautti (en hébreu : רוברטו דמיאן קולאוטי), est un footballeur international israélien d'origine argentine, né le 24 mai 1982, à Córdoba, en Argentine, et jouant au poste d'attaquant.

## Carrière

### Arrivée auMaccabi Haïfa
Colautti arrive en Israël en 2004, en provenance du club de Boca Juniors, où il joua deux ans durant (6 matchs, 0 but). Sa première saison fut une réussite puisqu'il devint meilleur buteur du Championnat d'Israël de football 2004-2005, avec 19 buts en 30 matchs. Sa deuxième saison au Maccabi s'acheva avec un bilan également positif : 13 buts en 28 matchs, avec notamment une victoire en Toto Cup.
Sa saison 2006-2007 est marquée par la cinquième place du Maccabi, et Roberto inscrit 5 buts en 32 matchs.
Au total, Roberto joua 90 matchs de championnat avec le Maccabi Haïfa, pour 39 buts. Il remporte 2 titres de championnat et fut impliqué dans la campagne européenne du Maccabi en Coupe UEFA, avec notamment des buts contre l'AJ Auxerre et l'AS Livourne Calcio.

### Colautti enAllemagne
Il rejoint le club du Borussia Mönchengladbach le 1er août 2007. Sa première année fut gangrénée par des blessures à répétition, qui l'éloignèrent des terrains. Il parvint à marquer 3 buts en 10 matchs. À la fin de la saison, le Borussia monta en Bundesliga, grâce à sa première place dans la deuxième division.
La deuxième saison de Roberto fut également marquée par des blessures, qui ne lui permirent de jouer que 24 matchs de championnat sur 34 possibles. Il marqua un but crucial le 10 mai 2009 contre Schalke 04, à la 90e minute, permettant à son club d'empocher les trois points de la victoire. Ce fut son unique but de la saison, mais il eut une grande importance, car le Borussia acheva sa saison 2 points seulement avant la zone de relégation (place finalement occupée par le Karlsruher SC, qui finit dernier).
Sa troisième saison commence assez bien, puisqu'il a déjà inscrit 2 buts en 8 matchs de championnat. Son équipe se situe actuellement à la 11e place du championnat allemand.

### Carrière internationale
Colautti fit ses grands débuts avec l'équipe d'Israël le 2 septembre 2006, grâce à une autorisation de la FIFA délivrée deux jours auparavant. Il marqua, à cette occasion, un but contre l'équipe d'Estonie. Il réédita cette performance contre la Croatie. Au total, il marqua 6 buts lors des éliminatoires de l'Euro 2008 en 7 matchs.
| #   | Date             | Stade                                                  | Adversaire        | Score | Résultat | Compétition              |
| --- | ---------------- | ------------------------------------------------------ | ----------------- | ----- | -------- | ------------------------ |
| 01. | 2 septembre 2006 | A. Le Coq Arena, Tallinn, Estonie                      | Estonie           | 0 – 1 | 0 – 1    | Qualifications Euro 2008 |
| 02. | 15 novembre 2006 | Stade Ramat Gan, Ramat Gan, Israël                     | Croatie           | 1 – 0 | 3 – 4    | Qualifications Euro 2008 |
| 03. | 15 novembre 2006 | Stade Ramat Gan, Ramat Gan, Israël                     | Croatie           | 3 – 4 | 3 – 4    | Qualifications Euro 2008 |
| 04. | 28 mars 2007     | Stade Ramat Gan, Ramat Gan, Israël                     | Estonie           | 2 – 0 | 4 – 0    | Qualifications Euro 2008 |
| 05. | 2 juin 2007      | Stade Gradski, Skopje, Macédoine                       | Macédoine du Nord | 1 – 2 | 1 – 2    | Qualifications Euro 2008 |
| 06. | 6 juin 2007      | Estadi Comunal (Aixovall), Andorre-la-vieille, Andorre | Andorre           | 0 – 2 | 0 – 2    | Qualifications Euro 2008 |

## Palmarès
Maccabi Haïfa
- Champion d'Israël en 2005 et 2006.
- Vainqueur de la Toto Cup en 2006.

 Borussia M'gladbach
- Champion de 2.Bundesliga en 2008.

 Maccabi Tel-Aviv
- Champion d'Israël en 2013.

## Distinction personnelle
- Meilleur buteur du Championnat d'Israël de football : 2004-2005

## Vie personnelle
Roberto épouse Evlit Strauss, sœur du footballeur israélien Sagi Strauss, ce qui lui permit  d'obtenir la citoyenneté israélienne, et jouer pour l'équipe nationale. Il est actuellement détenteur de deux passeports, argentin et italien, ainsi qu'un passeport israélien.